# Appoggio (arrampicata)
L'appoggio è una sporgenza o un incavo della parete che l'arrampicatore o l'alpinista può usare per la progressione, in particolare si definisce appoggio una asperità che permette l'uso degli arti inferiori, appoggiandoci sopra il piede o una parte di esso (la punta o la parte esterna).

## Descrizione
Gli appoggi possono essere sfruttati essenzialmente in due modi a seconda della situazione e del tipo di asperità:
- in appoggio, quando il peso e la spinta della persona sono perpendicolari al piano d'appoggio
- in aderenza, quando si sfrutta l'attrito tra roccia e calzatura

I piedi possono inoltre essere incastrati nelle fessure, utilizzandoli di taglio.
Il tipo di calzatura influenza anche la precisione e la sicurezza con cui sfruttare gli appoggi. Più la calzatura è rigida (scarpone) minore è la sensibilità dell'arrampicatore riguardo alla presa sull'appoggio che si sta utilizzando, con il rischio di un improvviso scivolamento. Viceversa con scarpette da arrampicata l'appoggio risulta più preciso (tipicamente le scarpette sono appuntite) e anche l'aderenza è indubbiamente superiore.
L'appoggio può essere usato anche con la mano, e in tal caso diventa appiglio.